# Scott Gault
Scott Hunter Gault (født 31. januar 1983 i Berkeley, Californien, USA) er en amerikansk tidligere roer.
Gault vandt en bronzemedalje ved OL 2012 i London, som del af den amerikanske firer uden styrmand, der desuden bestod af Charlie Cole,
Glenn Ochal og Henrik Rummel. Amerikanerne kom ind på en tredjeplads i finalen, hvor Storbritannien og Australien sikrede sig guld- og sølvmedaljerne. Han deltog desuden i dobbeltfirer ved OL 2008 i London, hvor amerikanerne sluttede på femtepladsen.

## OL-medaljer
- 2012:  Bronze i firer uden styrmand